# مصطفى الكعاك
مصطفى الكعاك: هو مصطفى بن محمد بن العربي بن عثمان الكعاك ولد بضاحية قمرت في 17 أفريل 1893، وتوفي في 6 جويلية 1984، سياسي تونسي سمي وزيرا أكبر في نهاية الأربعينات.

## تكوينه
درس مصطفى الكعاك بالمدرسة الصادقية ثم الحقوق بفرنسا وعمل بعد أن تخرج محاميا، وكان مكتبه يقع بشارع باب البنات، عدد 2.

## في الجمعيات
نشط مصطفى الكعاك في عدد من الجمعيات، وكان من أوائل من ترأس نادي الترجي الرياضي التونسي، وذلك خلال الفترة بين 1926 و1930. كما ترأس في الأربعينات فرقة الرشيدية للموسيقى، حيث انتخب ثاني رئيس لها بعد وفاة مصطفى صفر عام 1941  وجمعية قدماء تلاميذ المدرسة الصادقية. وفي عام 1947 انتخب عميدا للمحامين بتونس، ولم يسبق لعربي مسلم أن انتخب في مثل هذا المنصب قبله ، إلا أن انتخابه تم بدعم من الإقامة العامة.

## في السياسة
عين مصطفى الكعاك وزيرا أكبر في 21 جويلية 1947، غير أن حكومته لم تحظ بتأييد الحركة الوطنية وخاصة منها الحزب الحر الدستوري الجديد، ولم تمر إلا بضعة أيام على تعيينه، أعلن الاتحاد العام التونسي للشغل يوم 5 أوت 1947 الإضراب العام بمدينة صفاقس وقد انتهى ذلك الإضراب بثلاثين قتيلا وعمل الوطنيون التونسيون على إسقاط الكعاك وحكومته وهو ما تم بالفعل في أوت 1950، وتشكلت حكومة جديدة برئاسة محمد شنيق وبمشاركة صالح بن يوسف الأمين العام للحزب الدستوري الجديد. وبعد الاستقلال انعزل عن السياسة.

## إشارات مرجعية
1. ↑  http://www.est.org.tn/publish/content/article.asp?id=45 رؤساء نادي الترجي الرياضي التونسي نسخة محفوظة 2021-01-11 على موقع واي باك مشين.
2. ↑  ttp://www.lapresse.tn/17072010/9300/la-rachidia-phare-et-conservatoire-du-chant-tunisien-authentique.html La Rachidia : phare et conservatoire du chant tunisien authentique
3. ↑  http://www.tunisia-today.com/archives/20391 Association des anciens élèves du collège Sadiki : Comme au bon vieux temps نسخة محفوظة 2019-09-15 على موقع واي باك مشين.
4. ↑  http://www.observateurtunisie.com/decryptage/elections-2291.html%5Bوصلة+مكسورة%5D Avocatie
5. ↑  http://www.echaab.info.tn/pop_article.asp?Art_ID=8619%5Bوصلة+مكسورة%5D احداث 5 أوت 1947: محاكمة الحبيب عاشور الحلقة الخامسة بقلم الأستاذ منصور الشفي
6. ↑  Jean-François Martin, Histoire De La Tunisie Contemporaine - De Ferry À Bourguiba 1881-1956, Paris 2003, p. 157
7. ↑  http://www.independance.tn/francais/index.php?Itemid=31&id=13&limit=1&limitstart=8&option=com_content&task=view%5Bوصلة+مكسورة%5D المطالبة بلاستقلال 1947-1949

| سبقه صلاح الدين البكوش | وزير أكبر (تونس) 21 جويلية 1947- 7 أوت 1950 | تبعه محمد شنيق |